# Elioh Kortsarz
Elioh Kortsarz   (Salta, 1974) nom artistic d'Eleonora Kortsarz és una autora de còmic i il·lustradora. Es defineix a si mateixa com, historietista, queer i salteña.

## Biografia
Eleonora Kortsarz, va néixer a Salta, capital de la província de Salta a l'Argentina. La seva mare era professora de literatura i el seu pare un afeccionat als còmics, el que va fer que Eleonora, des de molt joveneta tingues accés a la narració gràfica i descobrís els superherois amb la revista, D'Artagnan i la sèrie Nippur.
Va estudiar Belles arts a Salta i a divuit anys va anar a Buenos Aires, per tal d'ampliar els seus estudis en el camp del cinema i l'animació. Però la seva passió pel dibuix la va portar a començar a treballar com a professional del còmic l'any 2003. Algunes de les obres on ha treballat són; Supercake, una superheroïna lesbiana que lluita contra la lògia del Mal, que prohibeix a la gent de viure la seva sexualitat amb llibertat. Lent Lives. Vidas Prestadas, amb guio de Fernando Acosta.
Fou cocreadora de les editorials Egoss Comics, i Oso Ruso Ediciones.